# Miguel Matamoros
Pour les articles homonymes, voir Matamoros (homonymie).
Miguel Matamoros, né le 8 mai 1894 à Santiago de Cuba et mort le 15 avril 1971 dans la même ville, est un musicien, compositeur, et chanteur cubain, créateur du Trio Matamoros.
Il s'est aventuré dans presque tous les genres et rythmes de la musique populaire cubaine. Tout au long de sa vie artistique, il a joui de la popularité et de la renommée. Beaucoup de ses chansons sont considérées comme de véritables classiques qui ont été reprises par de nombreuses stars de la musique cubaine et internationale.

## Biographie
Il est né au 115 Calle San Germán  dans le quartier populaire de Los Hoyos de la ville de Santiago de Cuba.
Musicien intuitif, outre les nombreux métiers qu'il a exercés durant sa prime jeunesse comme chauffeur, charpentier, enfant de chœur dans l'église du Christ, tailleur de dalles, potier, entre autres, de manière autodidacte, il s'est lancé avec empressement dans l'apprentissage de la guitare.
En 1910, à l'âge de 16 ans, il compose sa première pièce musicale : un boléro qu'il intitule El Consejo.
Avec Tino Martinelli il forme un duo, sa première expérience de la scène a lieu en 1924 lors d'une tournée à La Havane avec le trio Oriental, lequel intègre le groupe de Rafael Cueto et Miguel Bisbé, qui se produit dans les théâtres de Campoamor et Actualidades.
En 1925, Miguel Matamoros fonde à Santiago de Cuba, avec Siro Rodríguez et Rafael Cueto, le groupe légendaire et populaire Trío Matamoros et ils réalisent leur premier enregistrement sur disque en 1928.
La plupart de ses compositions ont été reprises par différents interprètes, ainsi:
- Olvido, par Sierra Maestra.
- Lágrimas negras, par Compay Segundo, Omara Portuondo au sein du Buena Vista Social Club, Bebo & Cigala, Sergent Garcia, etc.

Avec son trio, il a effectué une tournée au Mexique  aux États-Unis  au Venezuela, à Porto Rico, en République dominicaine et en Colombie. En 1960, il effectue son dernier voyage aux États-Unis. À son retour, il se retire de la vie artistique et le trio se désintègre.
Il est mort le 15 avril 1971 à l'âge de 76 dans sa ville natale de Santiago de Cuba.

## Quelques œuvres
- Son de la loma
- Lágrimas Negras
- Juramento
- La cocainómana
- Mariposita de primavera
- Reclamo místico

## Discographie
- Son de la Loma
- Ruñidera
- Veneración
- Florero
- Que Siembra Su Maiz
- Elena la Cumbanchera
- Reclamo Místico
- Perjuro
- Quien Tiró la Bomba
- Masacre
- Hueso Na Ma
- Ninfa
- Abeja
- Negra Rosenda
- Déjame Gozar Mulata
- Juicio Final
- Dulce Embelezo
- Oye Mi Tres
- Puro Amor
- No Me Perdigas
- Realidades [Bolero Son]
- Por el Batey [Conga]
- Comentario en el Solar [Guajira Son]
- Tu No, Yo Si [Bolero Son]
- Oye Ya [Son]
- Olvido [Bolero]
- Hoy la Rumba
- Dulce Embeleso [Bolero]
- Mi Veneración [Bolero Son]
- Baila Mi Pregón [Son Pregón]
- Canto a la Sombra [Bolero Son]
- Mama Son de la Loma